# Премия Лондонской ассоциации кинокритиков
Пре́мия Ло́ндонской ассоциа́ции кинокри́тиков (англ. London Critics Circle Film Awards) — ежегодная премия кинокритиков из подразделения профессиональной британской ассоциации «The Critics’ Circle».

## История
Учреждена в 1980 году под названием ALFS Award, награждения проводятся с 1981 года. Победители определяются путём опроса более 120 членов Лондонского кружка критиков, чья профессиональная деятельность напрямую связана с киноискусством.
Церемония награждения, с 1995 года представляющая собой также благотворительную акцию в помощь Национального общества по предотвращению жестокого обращения с детьми, проходит в лондонском отеле Вест-Энд.

## Номинации
- Лучший фильм года
- Лучший фильм года на иностранном языке
- Лучшая режиссёрская работа года
- Лучший сценарист
- Лучший актер
- Лучшая актриса
- Лучший международный дебют года
- Приз Атенборо за лучший британский или ирландский фильм года
- Лучший британский режиссёр года
- Лучший британский сценарист года
- Лучший британский продюсер года
- Лучшее британское техническое достижение года
- Лучший британский актёр года
- Лучшая британская актриса года
- Лучший британский актёр года в роли второго плана
- Лучшая британская актриса года в роли второго плана
- Приз Дилис Пауэлл
- Лучший фильм-дебютант
- Лучший актёрский дебют[1]